# Festivale
Die Festivale war ein Kreuzfahrtschiff der amerikanischen Reederei Carnival Cruise Lines, das 1961 als Transvaal Castle für die britische Union-Castle Line als letzte im Auftrag dieser Reederei gebaute Einheit für den Einsatz im Linienverkehr in Dienst gestellt worden war. 1977 wurde sie zum Kreuzfahrtschiff umgebaut und blieb bis 1996 für Carnival Cruise Lines in Dienst. Nach drei Jahren Aufliegezeit ab 2000 ging das Schiff 2003 zum Abbruch ins indische Alang.

## Planung und Bau
Die Transvaal Castle war eines von insgesamt drei neuen Schiffen, die ab Ende der 1950er von der Union-Castle Line geplant wurden. Sie sollten die mittlerweile veralteten Schiffe der Flotte ersetzen, die noch aus der Vorkriegszeit stammten. Als erstes dieser Schiffe wurde 1959 die Pendennis Castle in Dienst gestellt. 1960 folgte die Windsor Castle, die der Transvaal Castle äußerlich ähnelte, aber größer war. Im Dezember 1961 wurde schließlich die bei John Brown & Company in Clydebank gebaute Transvaal Castle an Union-Castle abgeliefert. Während die Pendennis Castle noch eine modernisierte und vergrößerte Version der Vorkriegsschiffe von Union-Castle darstellte, waren die beiden anderen Dampfer Neuentwicklungen.
Das für den Dienst nach Südafrika gebaute Schiff wurde am 17. Januar 1961 unter der Baunummer 720 vom Stapel gelassen und war wie die baulich ähnliche Windsor Castle vollklimatisiert. Ungewöhnlich war außerdem, dass die Transvaal Castle nur eine Klasse hatte. Union-Castle wollte damit das Gefühl von einem schwimmenden Hotel ohne Klassentrennung vermitteln. Zuvor wurde dies bereits Anfang der 1950er auf mehreren kleineren Schiffen der Reederei mit Erfolg getestet. Ursprünglich sollte dies auch auf den zwei anderen Schiffen der Baureihe zum Einsatz kommen, was jedoch nicht durchgeführt wurde.

## Dienstzeit

### Union-Castle Line
Am 18. Januar 1962 startete die Transvaal Castle zu ihrer Jungfernfahrt von Southampton nach Durban, die ohne Zwischenfälle verlief. Das Schiff blieb bis auf einer kleineren Änderung der Route im Jahr 1965 bis 1966 auf dieser Strecke in Dienst. Anschließend wurde es gemeinsam mit der Pretoria Castle an Safmarine verkauft. Somit verkaufte die Union-Castle Line sowohl ihr neuestes als auch ihr ältestes Schiff.

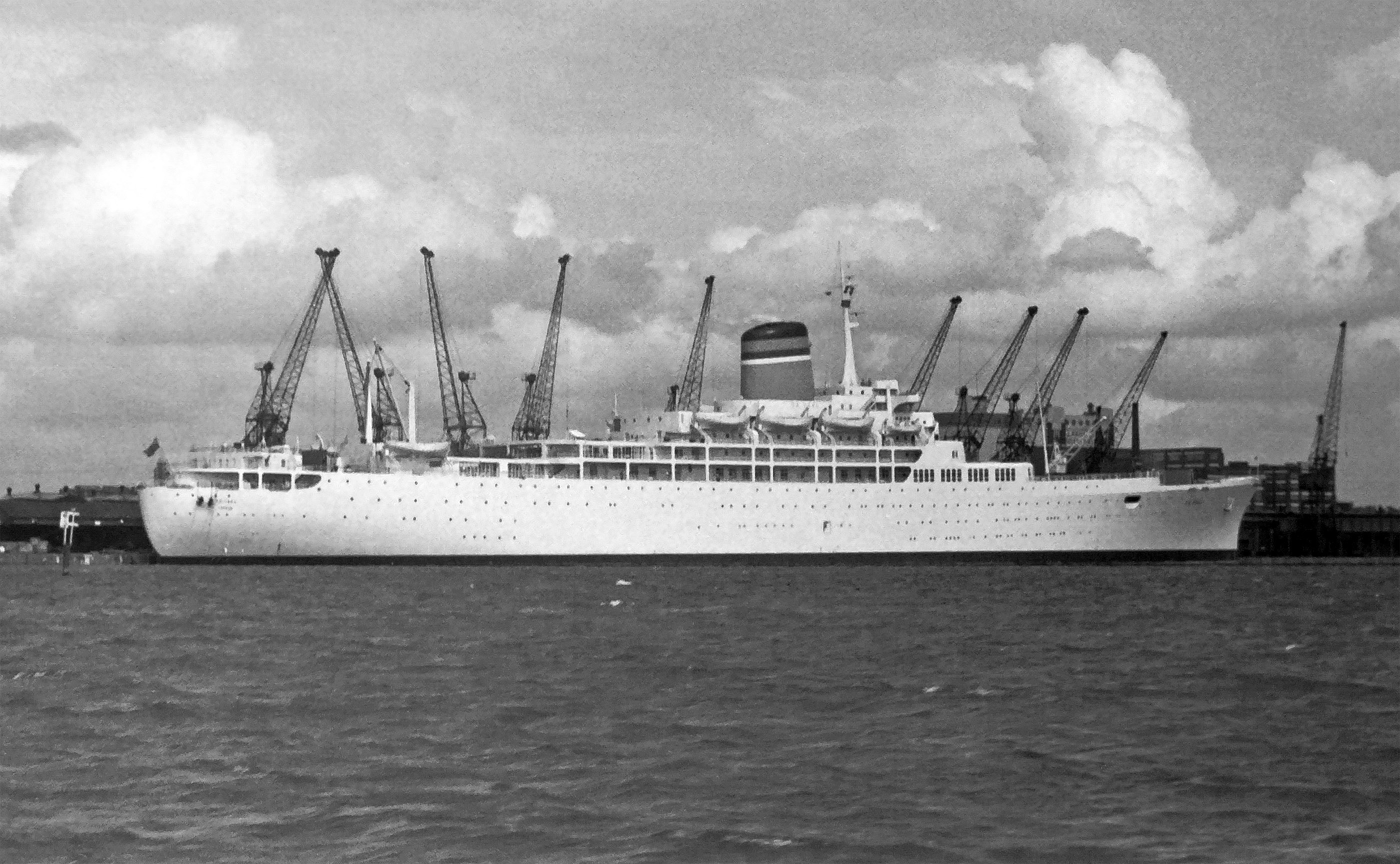
Die S.A. Vaal 1967 in Southampton

### Safmarine
Am 12. Januar 1966 begann das in S. A. Vaal umbenannte Schiff den Dienst für seine neue Reederei. Dennoch blieb es weiterhin in London registriert. Auch die Route sowie ein Großteil der Besatzung wurde beim alten belassen. 1969 wurde die S. A. Vaal in Kapstadt registriert, obwohl der Betrieb des Schiffes weiterhin von London aus gesteuert wurde. Auch die bis dahin zum größten Teil britische Besatzung wurde nun ausgetauscht. Zu Beginn der 1970er fuhr das Schiff Verluste ein, was sich nach der Ölkrise 1973 noch verschlimmerte. Nach der Ausmusterung der Pendennis Castle im Juni 1976 blieben die S. A. Vaal sowie ihre ehemalige, weiterhin für Union-Castle fahrende Flottenschwester Windsor Castle als letzte große Passagierschiffe im Dienst nach Durban. Im Oktober 1977 wurden schließlich auch diese beiden Einheiten außer Dienst gestellt. Ihre letzte Fahrt beendete die S. A. Vaal am 10. Oktober 1977 in Southampton.

### Carnival Cruise Lines
Die S. A. Vaal wurde von der noch jungen Reederei Carnival Cruise Lines gekauft und in Festivale umbenannt. Anschließend verließ das Schiff am 29. Oktober 1977 den Hafen von Southampton mit Ziel Kōbe zur Umrüstung zum Kreuzfahrtbetrieb für etwa 30 Millionen US-Dollar. Unter anderem wurden hierbei die Laderäume des Schiffes in zusätzliche Kabinen oder öffentliche Bereiche umgebaut. Die Rücklieferung an Carnival erfolgte am 31. August 1978, die erste Kreuzfahrt von Florida in die Karibik am 28. Oktober 1978.
Anfangs war die Festivale das Flaggschiff von Carnival Cruises, doch als in den 1980ern größere und modernere Schiff in Dienst gestellt wurden sanken die Passagierzahlen. Mitte der 1990er passte das veraltete Schiff nicht mehr in das Konzept der Reederei, die sich vorwiegend auf neuere Schiffe spezialisiert hatte. Im April 1996 wurde die Festivale daher außer Dienst gestellt.

### Dolphin Cruise Line
Das Schiff ging anschließend in den Besitz der Dolphin Cruise Line über und erhielt den neuen Namen IslandBreeze. Unter Charter von Thomson Holidays stand es fortan im Mittelmeer im Einsatz. Die Dolphin Cruise Line hatte sich auf ältere Kreuzfahrtschiffe der 1950er und 1960er spezialisiert. Die IslandBreeze war das größte Schiff der Reederei. Nach nur einem Jahr im Dienst wurde sie jedoch 1997 wieder verkauft.

### Premier Cruises

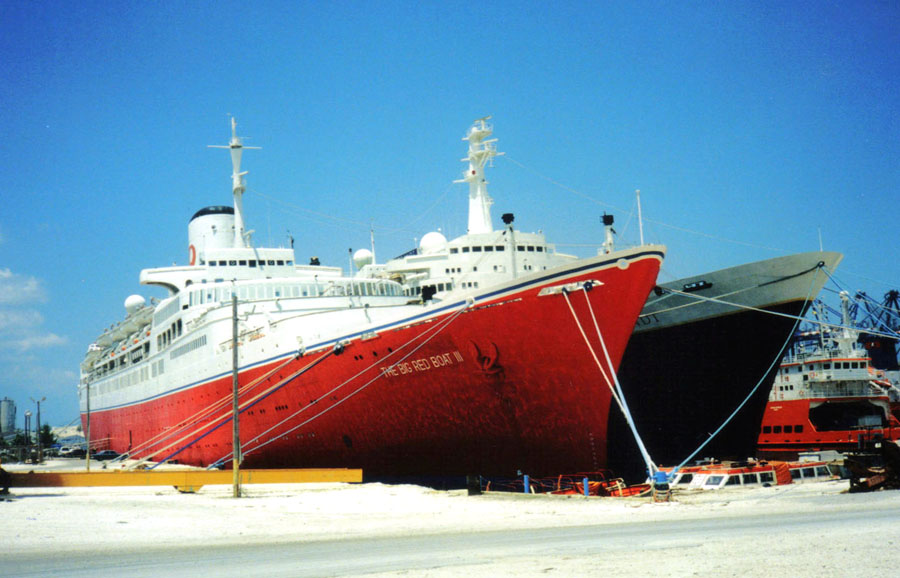
Die aufgelegte The Big Red Boat III im August 2001

Neuer Besitzer des Schiffes war Premier Cruises mit Sitz auf den Bahamas. Nach einer Modernisierung erhielt es 2000 den Namen The Big Red Boat III und erhielt den für die Reederei typischen roten Rumpf. Die The Big Red Boat III stand vorwiegend für kürzere Kreuzfahrten in der Karibik im Einsatz. Nach der Insolvenz von Premier Cruises im September 2000 wurde das Schiff in Freeport aufgelegt, wo es neben der ebenfalls zu Premier Cruises gehörenden Rembrandt lag. Das Schiff wurde zum Verkauf an andere Reedereien angeboten. Für die meisten Interessenten war es mit seinen etwa 40 Dienstjahren jedoch zu alt. Hinzu kam außerdem ein Maschinenschaden, den man hätte reparieren müssen.

## Verschrottung
Nach fast drei Jahren Liegezeit ging die mittlerweile schlecht erhaltene The Big Red Boat III im Juni 2003 zum Abbruch ins indische Alang, wo sie am 3. Juli 2003 unter dem Überführungsnamen The Big Boat eintraf. Die Verschrottung war 2004 abgeschlossen. Die ehemalige Transvaal Castle war das vorletzte noch erhaltene Schiff der Union-Castle Line und wurde nur noch von der Margarita L (ehemals Windsor Castle) überlebt, die ihr jedoch zwei Jahre später ebenfalls nach Alang folgte.